# Kinkalidia
Kinkalidia is een geslacht van rechtvleugeligen uit de familie veldsprinkhanen (Acrididae). De wetenschappelijke naam van dit geslacht is voor het eerst geldig gepubliceerd in 1931 door Sjöstedt.

## Soorten
Het geslacht Kinkalidia omvat de volgende soorten:
- Kinkalidia matilei Donskoff, 2000
- Kinkalidia robusta Sjöstedt, 1931